# 자기 부상

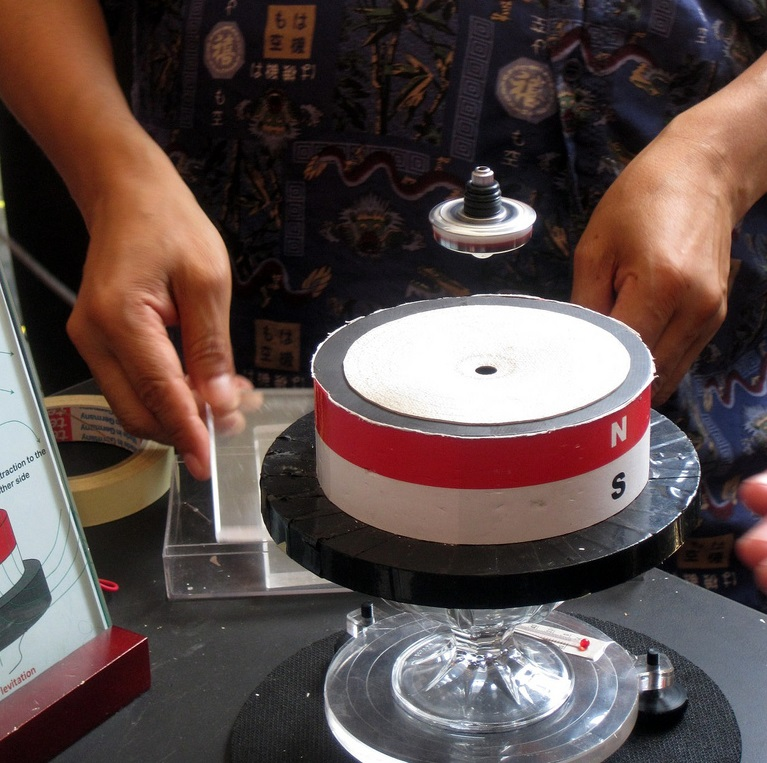
자기 부상은 각기 다른 기법을 사용하여 안정화시킬 수 있다. 여기서는 회전이 사용되었다.

자기 부상(磁氣浮上, magnetic levitation, maglev)은 다른 지지대 없이 자기장의 인력과 반발만으로 물체를 띄우는 방법이다. 중력을 상쇄하는 방향으로 전자기력을 사용함으로써 물체가 중력으로부터 자유롭게 되고 떠오를 수 있게 된다. 자기부상열차, 비접촉식 용융 등에 이용된다.

## 같이 보기
- 공중부양
- 자기 베어링
- 자기 부상 열차